# 요한 슈트라우스 2세

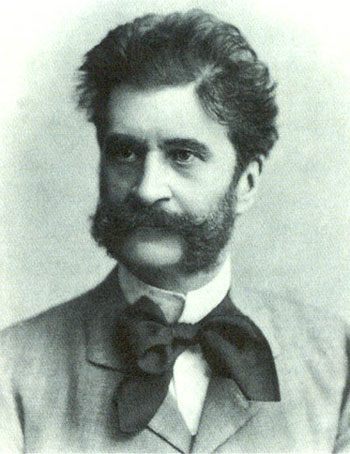
요한 슈트라우스 2세

요한 밥티스트 슈트라우스 2세(독일어: Johann Baptist Strauss II, 1825년 10월 25일 ~ 1899년 6월 3일)는 오스트리아의 작곡가로, 역시 작곡가인 요한 슈트라우스 1세의 아들이다. 아버지·동생(요제프) 등 가족 모두가 빈·바르츠바 등에서 이름을 얻은 음악 가족이다. 왈츠의 왕(Walzerkönig)이란 별명을 가지고 있다.

## 생애
1825년 10월 25일 빈에서 태어났다. 어릴 적부터 음악의 자질을 보였으나, 부친은 요한이 음악가가 되는 것을 반대했다. 하지만 이에 굴하지 않고 1844년에는 자기의 악단을 결성하였고, 19세 때 레스토랑에서 자기의 오케스트라를 지휘하다가, 1849년 아버지가 세상을 떠나자 아버지의 악단도 합병하였고, 지휘자·작곡가로서 인기를 높였다. 1851년부터는 악단을 인솔하고 세계 연주 여행을 떠나 큰 호응을 얻었다. 1863년에 가수 헨리에테 트레푸츠와 결혼하였다. 1855년 러시아의 페테르부르크 극장에서 하기 음악회의 지휘자가 되었으며, 1862년 자기의 오케스트라를 형제에게 양보하고 작곡에 전념하였다. 1864년에는 오페레타(희가극) 작곡가 자크 오펜바흐가 빈을 방문하고 인기를 모으고 있었으므로, 오펜바흐의 왈츠 〈석간〉에 대항해서 〈조간〉을 썼다.
1870년경부터 오페레타도 만들기 시작하였고, 〈인디고와 40명의 도적〉(1871년 초연)으로 성공을 거두었다(이 작품은 오늘날 〈천일야화〉라는 이름으로 널리 알려져 있다). 1872년에 미국으로 건너가 보스턴에서 지휘하였다. 1874년 빈에서 초연됐던 오페레타 〈박쥐〉는 빈 오페레타의 최고의 명작이 되었다. 1878년 부인이 사망, 그 뒤 다시 결혼하였다. 슈트라우스가 작곡한 오페레타는 전부 합쳐서 16곡에 이르나, 〈박쥐〉를 빼고는 〈베네치아의 한밤〉(1883년 초연)과 슈트라우스의 만 60세 탄생을 축하하여 1885년에 초연된 〈집시 남작〉이 지금도 애호되고 있다. 또한 〈빈 기질〉이라고 제목 붙여진 오페레타는 슈트라우스의 유명한 음악을 이어 모아 다른 사람이 만든 것이지만, 슈트라우스 자신이 작품을 보고 승인하여 주었다. '왈츠의 왕'으로서 슈트라우스는 500곡이 넘는 왈츠, 폴카, 그 밖의 곡을 남기고 있다. 왈츠 〈아름답고 푸른 도나우〉, 〈봄의 소리〉, 〈빈 숲 속의 이야기〉, 〈남국의 장미〉, 〈황제〉, 폴카 〈천둥과 번개〉, 〈재잘재잘(트리치-트라치)〉 등도 유명하다.

## 주요 작품

### 아름답고 푸른 도나우
작품314(1867). 1866년 오스트리아는 '보오전쟁'에 패하고, 이로 인해 빈 시민은 사기가 떨어지고 있었다. 당시 궁정무도 악장직을 맡고 있었던 슈트라우스는, 시민의 마음에 밝은 빛을 되찾아줄 만한 합창곡을 '빈남성합창협회'로부터 의뢰받았다. 거기서 머리에 떠오른 것이 빈을 관류하고 있는 도나우를 노래한 시인 카를 베크의 시였다. 이를 시인 게르네르트로부터 합창용으로 고쳐받음으로써 이 유명한 왈츠를 작곡하였다고 한다.

### 빈의 숲이야기
작품 325(1868). 〈아름답고 푸른 도나우〉를 작곡한 다음해의 작품으로서, 대표적인 빈의 왈츠이며, 또한 뛰어난 묘사음악이기도 하다. 새의 지저귐을 흉내낸 플루트의 카덴차나 농민의 춤 '렌틀러'의 묵직한 리듬, 민속악기 치터의 솔로 등의 요소를 첨가하여, 빈 교외 숲의 정경을 아름답게 묘사하고 있다. 완만한 왈츠의 템포로 시작되는 다소 긴 서주 뒤에 5개의 왈츠가 따르고, 이윽고 후주에서는 빈의 아름답고 즐거운 숲을 회상하는 것처럼, 서주와 같은 치타가 독주하는 렌틀러가 다시 나타나고 급속히 끝맺음으로 들어간다.

### 박쥐
오페레타의 대표작이다. 그의 특기인 왈츠나 폴카로 이루어져 있으며, 줄거리의 흥미로움과 함께 음악의 즐거움을 만끽케 해주는 작품이다. 대본은 하프너와 주네에 의한 3막짜리로서, 밝고 화려한 오페레타이다. 유명한 서곡으로 시작되고, 즐거운 명곡이 많이 포함되어 있으며, 그의 원숙한 수법이 충분히 표시된 작품으로서 1874년 빈에서 초연되었다.